# Kostel Povýšení svatého Kříže (Dobříš)
Kostel Povýšení svatého Kříže (zvaný kostelíček) v Dobříši je římskokatolický kostel. Leží na návrší nad rybníkem Koryto. Byl pravděpodobně založen královským hejtmanem Oldřichem Doudlebským z Doudleb v roce 1589. Spolu s nedalekým hradem Vargačem jsou posledními památkami na původní ves Dobříš, která stála v této lokalitě.
Přestože jde o hřbitovní kostel, hřbitov se nachází asi 100 m daleko přes silnici II/114. Okolo kostelíčku byl zřízen urnový háj.
Po opravě v roce 1688 kostel sloužil až do roku 1814 jako hrobka rodu Colloredo-Mannsfeldů. Po výstavbě nového kostela byl kostel radikálně upraven (zbourán kúr a kazatelna) a od té doby sloužil již jen jako hřbitovní.
Kostel je orientován oltářem na jihovýchod. Vstup do kostela je ze severovýchodní strany. Na severozápadní straně kostela je jehlancový empírový památník Marie Isabelly Anny Ludmily Mansfeldové (provdané Colloredo-Mansfeldové).
Kostel je kulturní památkou.

## Sochy Tadeáše a Leonarda
Před kostelem stojí sochy svatých Leonarda a Tadeáše. Tadeáš drží v ruce knihu, Leonard srdce. Podle pověsti, vždy, když Tadeáš otočí v knize list, zemře jeden z dobříšských obyvatel. Až knihu zavře, bude konec světa. Stejně tak bude konec světa, až vypadne Leonardovi z ruky srdce. Tato situace však bez následků nastala v průběhu 20. století při opravě.
Obě sochy byly postaveny v roce 1769 na paměť velkého krupobití, ale nepocházejí od jednoho autora.

## Varhany
Varhany byly v kostele postaveny po jeho obnově po třicetileté válce. Jednalo se o jednomanuálový nástroj pravděpodobně s pedálem. První jejich oprava proběhla roku 1696. Podruhé byly opravovány roku 1704, kdy byl přizván varhanář Ondřej Kokštejn z Příbrami. Ten krátce před tím postavil malý nástroj – positiv – do dobříšské Loretánské kaple. Varhanář Kokštejn pak udržoval varhany v kostele i positiv v Loretě. Například roku 1707 (1zl.30kr.), 1711 (45kr.) a 1714, kdy byl positiv naladěn. Větší opravy prováděli varhanáři z Příbrami (O. Kokštejn, František Fassmann), menší práce, například opravy opotřebovaných měchů, prováděli místní truhláři a zámečníci. Kůže k opravě měchů dodával dobříšský jirchář.